# Jahja Hammuda
Jahja Hammuda (arab. ‏يحيى حمودة‎, ur. 1908 w Lifcie, zm. 16 czerwca 2006) – palestyński polityk i działacz niepodległościowy, drugi przewodniczący Organizacji Wyzwolenia Palestyny. Funkcję tę sprawował w latach 1967-1969.
Złagodził stanowisko OWP w sprawie Izraela, stwierdzając że żydowscy obywatele tego państwa nie powinni zostać wydaleni do krajów z których przybyli.